# Europapokal der Landesmeister (Handball) der Frauen 1967/68
Der Europapokal der Landesmeister für Frauen 1967/68 war die 8. Auflage des Wettbewerbes. Im Finale siegte das sowjetische Team von Jalgiris Kaunas, das den DDR-Vertreter SC Empor Rostock bezwang. 

## Wettbewerb
| Mannschaft 1                          | Mannschaft 2               | Spiel 1 | Spiel 2 |
| ------------------------------------- | -------------------------- | ------- | ------- |
| 1. Runde                              |                            |         |         |
| Ferencvaros Budapest                  | SC Empor Rostock           | 7:4     | 5:10    |
| KS Cracovia                           | Stade Marseilles UC        | 28:9    | 20:9    |
| HC Rapid Bukarest                     | Fredriksberg IF Kopenhagen | 27:10   | 13:6    |
| Slavia Olmütz                         | Akademik Sofia             | 8:6     | 5:5     |
| Viertelfinale                         |                            |         |         |
| Žalgiris Kaunas                       | Eimsbütteler TV (Hamburg)  | 23:12   | 10:14   |
| KS Cracovia                           | Swift Atletik Roermond     | 8:7     | 9:6     |
| Admira Wien                           | HC Rapid Bukarest          | 10:19   | 10:24   |
| SC Empor Rostock                      | Slavia Olmütz              | 14:6    | 10:7    |
| Halbfinale                            |                            |         |         |
| Žalgiris Kaunas                       | KS Cracovia                | 17:9    | 17:8    |
| HC Rapid Bukarest                     | SC Empor Rostock           | 10:11   | 8:20    |
| FINALE am 31. März 1968 in Bratislava |                            |         |         |
| Žalgiris Kaunas                       | SC Empor Rostock           | 13:11   |         |

## Finale
Das Finale fand am 31. März 1968 in Bratislava statt und wurde von Kaunas mit 13:11 gewonnen.
Empor Rostock: Hannelore Burosch, Soldan; Marlen Baumann (3), Oerlicke, Bärbel Große (3), Jeske, Waltraud Mester, Kikillus, Regine Hauptmann (5), Preuß.
Shalgiris Kaunas: Stasiuleviciene; Bitinaite, Vaitikunaite (1), Petkiene (4), Dimaite (6), Pasveuskiene, Tuinyslaite, Salykliene, Buzeliene (2), Lasickaite.